# Dance Monkey
Singles de Tones and I
Johnny Run Away
(2019) Never Seen The Rain
(2019)
Dance Monkey est le 2e single de la chanteuse australienne Tones and I. La chanson est écrite par Toni Watson et produite par Konstantin Kersting.
La chanson connait un fort succès en Australie où elle détient le record de longévité à la 1re des ventes de singles pour un artiste australien. Elle rencontre un fort succès en Europe en se classant dans plus d'une dizaine de pays comme numéro 1 des ventes de singles.
La chanson est nommée à sept reprises aux ARIA Music Awards en 2019.
En mai 2020, le clip vidéo atteint le milliard de visionnages sur YouTube.

## Accueil

### Accueil commercial
La chanson rencontre en Australie un fort succès en se classant pendant 10 semaines consécutive à la première place des ventes de singles. Tones and I bat le record de longévité pour un artiste australien sur son marché avec Dance Monkey et détrône Justice Crew (en) qui détient depuis 2014 le record avec la chanson Que Sera (en),.
En Europe, la chanson suscite un fort intérêt en se classant numéro un des ventes dans plus d'une dizaine de pays dont l'Allemagne, l'Autriche, la Belgique, le Danemark, la Finlande, la France, l'Italie, la Norvège, les Pays-Bas, le Royaume-Uni, la Suède et la Suisse. Elle se classe en 3e position en Espagne, ainsi qu'en 8e en Pologne.
Cette chanson a été parodiée en 2021 par Sarah Jane Iffra dans : Pass pas, pass vax.

### Distinctions
La chanson est nommée dans 7 catégories aux ARIA Music Awards en 2019 et en remporte 3,.
| Année | Travail nommé | Catégorie                                            | Résultat   |
| ----- | ------------- | ---------------------------------------------------- | ---------- |
| 2019, | Dance Monkey  | Meilleure chanteuse (en) Tones and I                 | Lauréat    |
| 2019, | Dance Monkey  | Révélation (en) Tones and I                          | Lauréat    |
| 2019, | Dance Monkey  | Meilleur sortie pop (en) Tones and I                 | Lauréat    |
| 2019, | Dance Monkey  | Meilleur single (en) Tones and I                     | Nomination |
| 2019, | Dance Monkey  | Meilleur clip Tones and I                            | Nomination |
| 2019, | Dance Monkey  | Producteur de l'année (en) Konstantin Kersting       | Nomination |
| 2019, | Dance Monkey  | Ingénieur du son de l'année (en) Konstantin Kersting | Nomination |

## Classements
| Classement (2019)                       | Meilleure position |
| --------------------------------------- | ------------------ |
| Allemagne (Media Control AG)            | 1                  |
| Australie (ARIA)                        | 1                  |
| Autriche (Ö3 Austria Top 40)            | 1                  |
| Belgique (Flandre Ultratop 50 Singles)  | 1                  |
| Belgique (Wallonie Ultratop 50 Singles) | 1                  |
| Canada (Hot 100)                        | 19                 |
| Danemark (Tracklisten)                  | 1                  |
| Écosse (OCC)                            | 1                  |
| Espagne (PROMUSICAE)                    | 3                  |
| Finlande (Suomen virallinen lista)      | 1                  |
| France (SNEP Megafusion)                | 1                  |
| Irlande (IRMA)                          | 1                  |
| Italie (FIMI)                           | 1                  |
| Nouvelle-Zélande (RMNZ)                 | 1                  |
| Norvège (VG-lista)                      | 1                  |
| Pays-Bas (Nederlandse Top 40)           | 1                  |
| Pays-Bas (Single Top 100)               | 1                  |
| Pologne (ZPAV)                          | 8                  |
| Portugal (AFP)                          | 50                 |
| Tchéquie (IFPI Rádio)                   | 36                 |
| Royaume-Uni (UK Singles Chart)          | 1                  |
| Slovaquie (IFPI Rádio)                  | 15                 |
| Suède (Sverigetopplistan)               | 1                  |
| Suisse (Schweizer Hitparade)            | 1                  |

## Certification
| Région | Certification | Ventes/Streams                |
| --- | ------------- | ----------------------------- |
| Allemagne (BVMI) | 2 × Platine   | 1 000 000^                    |
| Australie (ARIA) | 9 × Platine   | 630 000^                      |
| Autriche (IFPI) | 2 × Platine   | 90 000*                       |
| Belgique (BEA) | 3 × Platine   | 120 000*                      |
| Danemark (IFPI) | Platine       | 90 000*                       |
| États-Unis (RIAA) | Platine       | 1 000 000*                    |
| France (SNEP) | Diamant       | 50 millions équivalent stream |
| Italie (FIMI) | 3 × Platine   | 210 000‡                      |
| Nouvelle-Zélande (RMNZ) | 3 × Platine   | 90 000*                       |
| Royaume-Uni (BPI) | 2 × Platine   | 1 200 000‡                    |
| Suisse (IFPI) | 3 × Platine   | 60 000^                       |
| *Ventes selon la certification ^Mise en rayon selon la certification xNon précisé par la certification ‡ventes/streaming selon la certification |               |                               |